# II. Anasztasziosz bizánci császár
II. Anasztasziosz (ógörögül: Ἀναστάσιος Β΄, latinul: Anastasius II, eredetileg Artemiosz (ógörögül: Ἀρτέμιος, latinul: Artemius, (?, 7. század – Konstantinápoly, 719. június 1.), uralkodott 713. június 3. – 715 vége) a Bizánci Birodalom császára volt, akit Philippikosz titkáraként választottak uralkodóvá a monothelétizmus eretnekségét támogató uralkodó megcsonkítását követően.
Anasztasziosz kiváló szervezőnek bizonyult rövid uralkodása alatt. Helyesen ismerte fel a muszlim arabok jelentette fenyegetést, és egy közelgő nagy támadást megelőzendő fontos lépéseket tett. A hadsereg tisztikarát megújította, intézkedett Konstantinápoly védelmének megszervezéséről, majd a szaracén flotta ellen készülve Rhodoszra gyűjtötte hadseregét. Ekkor azonban az Opszikon thema katonái fellázadtak, és visszatértek földjeikre, Északnyugat-Anatóliába, ahol kedvelt adószedőjüket, Theodoszioszt császárrá kiáltották ki. Az hiába menekült a megtiszteltetés elől, végül rákényszerítették a trónt, és kitört a hat hónapon át dühöngő polgárháború.
A 4. század óta a területen élő gót-görögök és a thema sztratióta hadserege 715 végén végül bejutott a fővárosba. Anasztasziosz Nikaia városába menekült, ahol 716-ban elismerte Theodosziosz főségét, és egy thesszalonikéi kolostorba vonult vissza szerzetesként.
721-ben még fellázadt III. León ellen, sok támogatót szerzett, és elkezdte ostromolni Konstantinápolyt. Nem járt sikerrel, és az új császár parancsára kivégezték. Intézkedéseinek nagy szerepe volt abban, hogy Leó trónra került és meg tudta védeni a Bizánci Birodalmat az arab támadástól.